# Игра престола (4. сезона)
Четврта сезона фантастичнo-драмске телевизијске серије Игра престола премијерно је приказана у Сједињеним Америчким Државама на HBO-у 6. априла 2014, а завршена је 15. јуна 2014. године. У Србији је приказивана на HBO-у од 7. априла 2014. године. Сезона је емитована недељом у 21.00 у САД и чини је 10 епизода, од којих свака траје отприлике 50–60 минута. Сезона је првенствено темељена на другој половини романа Олуја мачева, заједно са елементима романа Гозба за вране и Плес са змајевима, из серијала Песма леда и ватре Џорџа Р. Р. Мартина. Серију су за телевизију адаптирали Дејвид Бениоф и Д. Б. Вајс. HBO је наручио четврту сезону 2. априла 2013, а почела је да се снима у јулу исте године, првенствено у Ирској, Северној Ирској и Хрватској.
Радња се одвија у измишљеном свету, првенствено на континенту који се зове Вестерос, при чему се једна прича одвија на другом континенту на истоку, Есосу. Након смрти Роба Старка на Црвеној свадби, сва три преостала краља у Вестеросу верују да имају право на Гвоздени престо. Краљ Џофри је отрован на свом венчању, а за то је окривљен његов ујак Тирион. Џофријев млађи брат Томен је крунисан за краља. У међувремену, Санса Старк бежи из Краљеве Луке. На Зиду, Џон Снежни и Ноћна стража, бројчано надјачани, започињу битку против 100.000 дивљана, али Станисова војска долази и захтева предају дивљана. Визије Брена Старка воде га далеко иза Зида на север, где сусреће трооког гаврана. Денерис Таргарјен осваја Мирин и одлучује да влада као краљица Залива трговаца робовима, док не буде могла трајно да победи робовласнике. Међутим, владање јој иде теже од освајања. Она невољно окује своје змајеве који расту и постало их је тешко контролисати. Арја Старк прелази преко Вестероса у пратњи Псета, али сама плови до Бравоса на Есосу на крају сезоне.
Игра престола има велики ансамбл, који укључује Питера Динклиџа, Николаја Костер-Волда, Лину Хиди, Емилију Кларк и Кита Харингтона. Сезона је представила низ нових чланова глумачке екипе, укључујући Педра Паскала, Индиру Варму, Михила Хаусмана и Дин-Чарлса Чапмана.
Критичари су похвалили продукцију и глумце серије, уз посебна признања за Динклиџово тумачење лика Тириона Ланистера. Гледаност је поново порасла у односу на претходну сезону. Сезона је освојила 4 од 19 награда Еми за које је била номинована.

## Епизоде
| Бр. еп. (укупно) | Бр. еп. (у сезони) | Наслов               | Редитељ        | Сценариста                 | Премијера       | Гледаност у САД (милиони) |
| --- | ------------------ | -------------------- | -------------- | -------------------------- | --------------- | ------------------------- |
| 31 | 1                  | Два мача             | Д. Б. Вајс     | Дејвид Бениоф и Д. Б. Вајс | 6. април 2014.  | 6,64                      |
| Тивин Ланистер надгледа прековање Леда, предачког мача куће Старк од валиријског челика, у два нова мача. Један је за његовог сина Џејмија, који тугује због губитка своје десне шаке и Серсеине љубави, а други је свадбени поклон за краља Џофрија. Принц Оберин Мартел, који заступа свог болесног брата, принца Дорана од Дорне, стиже у Краљеву Луку да присуствује краљевском венчању. Њега и његову љубавницу, Еларију Пешчану, дочекује Тирион Ланистер. Оберин тајно тражи освету против Ланистера и Грегора Клеганија због силовања и убиства његове сестре Елије, супруге неверног принца Регара Таргарјена. На Северу, Стир и људождерски Тењани придружују се Тормунду, Игрит и остале дивљанима. Мештар Емон ослобађа Џона Снежног свих оптужби након што је објаснио своје поступке док је био са дивљанима и открио да њихова војска од 100.000 људи планира да нападне Црни замак. У Речним земљама, Сендор „Псето” Клегани и Арја Старк крећу у Гнездо соколово где Псето намерава да прода Арју њеној тетки Лизи, удовици Џона Ерина. Успут, Арја проналази свој мач, Иглу, код Поливера, и убија га. У Есосу, Денерис Таргарјен маршира своју војску према Мирину, последњем од три велика робовласничка града; она се плаши да губи контролу над својим растућим змајевима, сада великим попут коња.                                                                                      |                    |                      |                |                            |                 |                           |
| 32 | 2                  | Лав и ружа           | Алекс Грејвс   | Џорџ Р. Р. Мартин          | 13. април 2014. | 6,31                      |
| Руз Болтон се враћа у Ужасник са својом невестом, једном од ћерки Валдера Фреја. Он грди Ремзија због мучења и кастрације Теона Грејџоја, чиме га је обезвредио га као таоца. Теон, сада познат као „Смрад”, који је полудео од мучења и потпуно је подређен Ремзију, открива да су Брен и Рикон Старк живи и да прете Рузовом легитимитету као господару Севера. Руз наређује Ремзију да поврати територије под окупацијом гвозденрођених, обећавајући му награду ако успе. На Змајкамену, Мелисандра жртвује три особе, укључујући Станисовог зета, спаљујући их у одавању почасти Господару светлости, на одушевљење краљице Селисе и гађење сер Давоса Сиворта и принцезе Ширин. Да би заштитио Шаи од своје породице, Тирион договара да је пошаље у Пентос на Есосу, али она не пристаје на ово. Брон тренира Џејмија у мачевању левом руком. Краљ Џофри и Маргери Тирел се венчавају. Током свадбене гозбе, Џофри понижава Тириона и исмејава Сансу Старк непосредно пре него што смртно подлегне отрованом вину. Избезумљена Серсеи наређује Тирионово хапшење због његове наводне умешаности у убиство, док сер Донтос, бивши витез, убеђује Сансу да напусти гозбу и побегне са њим. |                    |                      |                |                            |                 |                           |
| 33 | 3                  | Кршитељка ланаца     | Алекс Грејвс   | Дејвид Бениоф и Д. Б. Вајс | 20. април 2014. | 6,59                      |
| Тивин припрема свог младог унука Томена да буде нови краљ и ангажује Оберина и Мејса Тирела као своје колеге судије на предстојећем суђењу Тириону за убиство. Тирион бира Џејмија за свог сведока. Петир „Малопрстић” Белиш, који је унајмио сер Донтоса да доведе Сансу, убија га, а затим је прокријумчари из Краљеве Луке на свој брод. У Речним земљама, Арји и Псету један земљорадник и његова ћерка нуде гостопримство, али их Псето убрзо опљачка, наљутивши Арју. Да би опоравио Станисове исцрпљене снаге, Давос жели да затражи зајам од Гвоздене банке Бравоса како би ангажовао најамнике познате као „Златна чета”. У Црном замку, Семвел Тарли се плаши за Гилину сигурност и шаље је, са малим Семом, у оближње насеље Кртичњак. У међувремену, дивљани настављају са нападима на северњачка села. Ноћна стража сазнаје да побуњеници логорују у Крастеровој утврди. Џон предлаже напад на њих како би их спречио да одбрамбене слабости Црног замка пренесу војсци Менса Рајдера која се приближава. Денерис стиже у Мирин и пред градским капијама позива робове да се окрену против својих господара. |                    |                      |                |                            |                 |                           |
| 34 | 4                  | Заветник             | Мишел Макларен | Брајан Когман              | 27. април 2014. | 6,95                      |
| Денерис лако преузима власт у Мирину, уз помоћ побуне робова. Тражећи правду за 163 убијене деце робова, она прикује 163 робовласника на исте стубове. На мору, Малопрстић открива Санси своје учешће у Џофријевој смрти. Пре него што напусти Краљевску Луку, Олена Тирел имплицира Маргери да је она отровала Џофрија. Она подстиче Маргери да се уда за Томена пре него што га Серсеи окрене против ње. Џејми верује да је Тирион невин, али Серсеи је уверена у његову кривицу и наређује Џејмију да пронађе и убије Сансу као саучесницу. Џејми уместо тога шаље Бријену од Опорја да пронађе и заштити Сансу, дајући јој нови оклоп, свој валиријски мач, коње и Подрика Пејна као штитоношу. На Зиду, у нади да ће елиминисати Џона, Алисер Торн и Џенос Слинт пристају да му дозволи да предводи експедицију против побуњеника. Побуњеници хватају Брена и његове сапутнике. Даље на северу, један Бели ходач води Крастеровог последњег новорођеног сина на тајно ритуално место где га претвара у Ходача. |                    |                      |                |                            |                 |                           |
| 35 | 5                  | Први од свог имена   | Мишел Макларен | Дејвид Бениоф и Д. Б. Вајс | 4. мај 2014.    | 7,16                      |
| Томен је крунисан за краља; Серсеи изненађује Маргери охрабрујући је да се уда за Томена. Тивин тражи од Оберина да буде судија на Тирионовом суђењу и куне се да није учествовао у Елијином силовању и убиству. У Долу, Малопрстић води Сансу у Гнездо соколово где се састају са њеном тетком, Лизом, која тражи од Малопрстића да је одмах ожени. Открива се да су Лиза и Малопрстић убили Џона Ерина и подметнули његово убиство Ланистерима. Лиза планира да уда Сансу за свог сина Робина, емоционално незрелог дечака у предпубертетском периоду. Псето исмејава Арју док вежба свој водени плес и омаловажава стил борбе Сирија Форела. Бријена сазнаје да Подрику недостају практичне вештине штитоноше, али је импресионирана што је убио припадника Краљеве гарде да би заштитио Тириона. С оне стране Зида, Џонова група проналази и побеђује побуњенике. Иако Џон то не зна, Брен и његови сапутници су тамо заробљени. Лок покушава да киднапује Брена у насталом метежу, али Ходор, кога је Брен запосео, убија га и ослобађа остале. Џоџен убеђује Брена да морају да наставе на север, док Џонови људи пале Крастерову утврду и ослобађају његове ћерке/жене. У Мирину, након што Џора Мормонт обавести Денерис да су Астапор и Јункај вратили робовласништво, она одлаже инвазију на Вестерос да би уместо тога владала као краљица све док Залив трговаца робовима не буде заиста слободан. |                    |                      |                |                            |                 |                           |
| 36 | 6                  | Закони богова и људи | Алик Сахаров   | Брајан Когман              | 11. мај 2014.   | 6,40                      |
| На Есосу, Давос и Станис се састају са Гвозденом банком како би обезбедили зајам за Станиса. Давос поново ангажује Саладора Сана и његове гусаре. У Мирину, Денерис се прилагођава својој новој улози краљице, слушајући бескрајне захтеве својих поданика, укључујући племића Хиздара зо Лорака који жели да поврати тело свог распетог оца, и сељака чије су козе убили Денерисини све необузданији змајеви. У Ужаснику, Јара предводи мисију спасавања Теона, који, емоционално сломљен, одбија да оде, приморавајући Јару да га напусти. Ремзи награђује Теонову послушност и, планирајући да заузме Кејлинов шанац, даје задатак „Смраду” да „глуми Теона Грејџоја”. У Краљевој Луци, Тивин обећава награду за Псетову главу и налаже Варису да настави да шпијунира Денерис. Тириону се суди за Џофријево убиство. Против њега сведоче сви сведоци, укључујући сер Мерина Трента, велемештра Писелија, Серсеи и Вариса, који дају убедљиво, иако посредно, сведочење. На Тирионов шок, Шаи лажно сведочи против њега. Тирион остаје при својој невиности и захтева суђење борбом. |                    |                      |                |                            |                 |                           |
| 37 | 7                  | Птица ругалица       | Алик Сахаров   | Дејвид Бениоф и Д. Б. Вајс | 18. мај 2014.   | 7,20                      |
| Серсеи именује сер Грегора Клеганија за свог шампиона у Тирионовом предстојећем суђењу борбом. Џејми и Брон одбијају да се боре против сер Грегора за Тириона, али Оберин прихвата. Он настоји да освети своју сестру, коју је сер Грегор силовао и убио током побуне против краља Ериса. Денерис узима Дарија Нахариса за свог љубавника, а затим га шаље да се суочи са робовласницима у Јункају. Мелисандра и Селиса се спремају да напусте Змајкамен, намеравајући да поведу Ширин са собом. Док се дивљани приближавају Црном замку, Алисер Торн одбија Џонов предлог да се запечати тунел на Зиду. У једној гостионици, Бријена и Подрик упознају Питуљицу, који им открива да је путовао са Арјом. Одлучују да отпутују у Дол, закључивши да ће она тамо потражити своје живе рођаке. У Долу, Лиза види Малопрстића како љуби Сансу. Бесна, она касније прети да ће бацити Сансу кроз месечева врата, кружни отвор у поду са стрмим падом до стена испод; Малопрстић интервенише и гура Лизу у смрт. |                    |                      |                |                            |                 |                           |
| 38 | 8                  | Планина и Кобра      | Алекс Грејвс   | Дејвид Бениоф и Д. Б. Вајс | 1. јун 2014.    | 7,17                      |
| Дивљани нападају Кртичњак. Игрит открива Гили како се крије и поштеди њу и малог Сема. Ремзи приморава Теона да преговара са гвозденрођенима да предају Кејлинов шанац. Гвозденрођени пристају, надајући се да ће се вратити кући, али Ремзи их дере и убија. Као награду за заузимање Кејлиновог шанца, Руз легитимише Ремзија као Болтона, чинећи га својим наследником. У Долу, Санса открива већу које истражује Лизину смрт свој прави идентитет и тврди да је Малопрстић невин за убиство њене тетке. Док Малопрстић почиње да припрема Робина за улогу господара Дола, долазе Псето и Арја, али одлазе кад сазнају за Лизину смрт. У Краљевој Луци почиње Тирионово суђење борбом. Оберин стиче предност, али на тренутак попушта гард док захтева од сер Грегора да призна своје злочине. На ивици смрти, сер Грегор саплиће Оберина и смрска му лобању, хвалећи се да је силовао и убио Елију. Тивин осуђује Тириона на смрт. На Есосу, Сиви Црв и Мисандеи се зближавају. Баристан Селми пресреће дуго одлагано помиловање краља Роберта за Џору, као награду за шпијунирање Денерис. Као резултат тога, она прогна Џору из Мирина. |                    |                      |                |                            |                 |                           |
| 39 | 9                  | Стражари на Зиду     | Нил Маршал     | Дејвид Бениоф и Д. Б. Вајс | 8. јун 2014.    | 6,95                      |
| Ноћна стража се припрема за битку. Гили и мали Сем беже из Кртичњака и стижу у Црни замак, где их Сем крије. Дивљани нападају са обе стране Зида. Тормундова војска пробија се са југа и сукобљава се са Ноћном стражом. Један џин пробија тунел у Црни замак, али га убијају Грен и још њих петорица, по цену сопствених живота. Алисер Торн се придружује борби у јужном делу, остављајући неспособног Џеноса Слинта да командује Зидом. Стража лаже Слинта да је потребан Алисеру, како би га отерала са Зида, и Џон преузима контролу. Након што је видела како Џон убија Стира, Игрит упери лук у њега, али оклева, а онда је Оли погоди стрелом. Уз помоћ Духа, Џоновог језовука, Ноћна стража обезбеђује унутрашњу утврду Црног замка, а рањени Тормунд је заробљен. Дивљани који се пењу на Зид бивају уништени масивном љуљајућом косом. Дивљани се повлаче преко ноћи. Џон одлучује да оде с оне стране Зида како би пронашао и убио Менса Рајдера, верујући да ће се дивљанска војска поделити без његове команде. |                    |                      |                |                            |                 |                           |
| 40 | 10                 | Деца                 | Алекс Грејвс   | Дејвид Бениоф и Д. Б. Вајс | 15. јун 2014.   | 7,09                      |
| Џонов састанак са Менсом Рајдером изненада се завршава када Станис и његова војска прегазе дивљански логор, узимајући Менса као таоца. Брен проналази чувардрво из својих визија, али скелетна бића нападају његову групу, убијајући Џоџена. Дете шуме спасава остале и води их до трооког гаврана, за кога се открива да је старац обрастао у корење дрвећа унутар безбедне пећине. У Долу, Бријена и Подрик сусрећу Арју и Псета, који напада Бријену; она га критично рани, док Арја бежи и избегава Бријену. Псето моли Арју да га убије, али она му узима новац и оставља га да умре. Она се укрцава на брод који иде у Бравос да пронађе Џакена Х'гара. У Краљевој Луци, Серсеи наређује Кибурну да спасе сер Грегора, који је био отрован Обериновом оштрицом. Џејми ослобађа Тириона из затвора, али пре него што побегне из града, Тирион проналази Шаи у Тивиновом кревету и фатално је задави. Суочава се са Тивином и убија га на нужнику, а затим га Варис прокријумчари на брод. У Мирину, неким бившим робовима недостаје њихов стари живот, па им слобода тешко пада. Један грађанин доноси Денерис угљенисане остатке своје ћерке, спаљене змајевом ватром. Денерис окова Регала и Висериона у катакомбе, док Дрогон остаје на слободи. |                    |                      |                |                            |                 |                           |

## Улоге
| - Питер Динклиџ као Тирион Ланистер - Николај Костер Волдо као Џејми Ланистер - Лина Хиди као Серсеи Ланистер - Емилија Кларк као Денерис Таргарјен - Кит Харингтон као Џон Снежни - Чарлс Денс као Тивин Ланистер - Натали Дормер као Маргери Тирел - Џек Глисон као Џофри Баратеон - Софи Тарнер као Санса Старк - Мејси Вилијамс као Арја Старк - Џон Бредли као Семвел Тарли - Роуз Лезли као Игрит - Кристофер Хивју као Тормунд Џиноубица - Рори Макан као Сендор „Псето” Клегани | - Гвендолин Кристи као Бријена од Опорја - Џером Флин као Брон - Сибел Кекили као Шаи - Ијан Глен као Џора Мормонт - Лијам Канингам као Давос Сиворт - Стивен Дилејн као Станис Баратеон - Карис ван Хаутен као Мелисандра - Алфи Ален као Теон Грејџој / „Смрад” - Ајзак Хемпстед Рајт као Брен Старк - Иван Реон as Ремзи Снежни/Болтон - Конлет Хил као Варис - Ејдан Гилен као Петир „Малопрстић” Белиш - Хана Мари као Гили |